# بروتيل هوزي
بروتيل فريداريوس هوزي (بالهولندية: Brutil Hosé)‏ (مواليد 9 أكتوبر 1979 في يلمستاد) لاعب كرة قدم أنتيلي هولندي دولي معتزل يجيد اللعب في خط الهجوم . لعب لصالح نادي هاغلانديا الهولندي بين سنوات 2006-2009 و2012-2013.

## روابط خارجية
- بروتيل هوزي على موقع الاتحاد الدولي (مؤرشف)  (الإنجليزية)
- بروتيل هوزي على موقع قاعدة بيانات كرة القدم.إي يو (الإنجليزية)
- بروتيل هوزي على موقع ناشيونال فوتبول تيمز (الإنجليزية)
- بروتيل هوزي على موقع Soccerway.com (الإنجليزية)